# Route de Suresnes
La route de Suresnes est une voie située dans le 16e arrondissement de Paris, en France.

## Situation et accès
Elle traverse le bois de Boulogne.

## Origine du nom
La voie est ainsi nommée car elle permet de rejoindre Suresnes.

## Bâtiments remarquables et lieux de mémoire
- Château de Longchamp
- Hippodrome de Longchamp